# Georg III Schenk von Limpurg
Georg III Schenk von Limpurg (Jerzy III von Limpurg, zm. 31 maja 1522 na zamku Altenburg w Bambergu) – arcybiskup Bambergu w latach 1505–1522, doradca cesarza Maksymiliana Habsburga. Uczestniczył w sporze wokół Lutra. Najbardziej znany jest jako inicjator opracowania bamberskiego kodeksu karnego Constitutio Criminalis Bambergensis ("Bambergische Peinliche Halsgerichtsordnung").
Jego poprzednikiem był Georg II von Ebnet a następcą Weigand von Redwitz.